# 1952 Hesburgh
1952 Hesburgh је астероид главног астероидног појаса. Приближан пречник астероида је 35,55 km,
а средња удаљеност астероида од Сунца износи 3,111 астрономских јединица (АЈ).
Инклинација (нагиб) орбите у односу на раван еклиптике је 14,231 степени, а орбитални период износи 2004,668 дана (5,488 година). Ексцентрицитет орбите астероида износи 0,138.
Апсолутна магнитуда астероида износи 10,32 а геометријски албедо 0,104.
Астероид је откривен . 1949. године.